# New York Film Critics Circle Awards 2018
La 84ª edizione della cerimonia dei New York Film Critics Circle Awards, annunciata il 29 novembre 2018, ha premiato i migliori film usciti nel corso del 2018.

## Vincitori

### Miglior film
- Roma, regia di Alfonso Cuarón

### Miglior regista
- Alfonso Cuarón - Roma

### Miglior attore protagonista
- Ethan Hawke - First Reformed - La creazione a rischio (First Reformed)

### Miglior attrice protagonista
- Regina Hall - Support the Girls

### Miglior attore non protagonista
- Richard E. Grant - Copia originale (Can You Ever Forgive Me?)

### Miglior attrice non protagonista
- Regina King - Se la strada potesse parlare (If Beale Street Could Talk)

### Miglior sceneggiatura
- Paul Schrader - First Reformed - La creazione a rischio (First Reformed)

### Miglior film in lingua straniera
- Cold War (Zimna wojna), regia di Paweł Pawlikowski • Polonia, Francia, Regno Unito

### Miglior film di saggistica
- Minding the Gap, regia di Bing Liu

### Miglior film d'animazione
- Spider-Man - Un nuovo universo (Spider-Man: Into the Spider-Verse), regia di Bob Persichetti, Peter Ramsey e Rodney Rothman

### Miglior fotografia
- Alfonso Cuarón - Roma

### Miglior opera prima
- Bo Burnham - Eighth Grade

### Menzione speciale
- David Schwartz
- Pioneers: First Women Filmmakers